# Jonas de Oliveira Ramos
Jonas de Oliveira Ramos (Lages, 11 de setembro de 1895 — Paty do Alferes, 6 de junho de 1923) foi um médico brasileiro.

## Vida
Foi o sexto dentre os 14 filhos do ex-senador Vidal Ramos e Teresa Fiuza Ramos. Alguns de seus irmão foram o ex-governador de Santa Catarina, Celso Ramos, o ex-prefeito de Florianópolis, Mauro Ramos, e o ex-presidente do Brasil, Nereu Ramos.
Fez o curso primário em Lages e o ginasial no Colégio Catarinense de Florianópolis. Diplomou-se em 1917 pela Faculdade de Medicina da Universidade do Brasil, no Rio de Janeiro.
Era possuidor de uma das maiores bibliotecas particulares de Santa Catarina; após sua morte, parte dela foi doada à Colônia Santana.
É patrono da cadeira 22 da Academia Catarinense de Letras.

## Reconhecimento na cultura
Em sua homenagem foi construído em Lages, no centro da cidade, o Parque Jonas Ramos e, em Caçador, um hospital leva seu nome.